# Jalen Tolbert
Jalen Curtis Tolbert (Mobile, 27 febbraio 1999) è un giocatore di football americano statunitense che milita nel ruolo di wide receiver per i Dallas Cowboys della National Football League (NFL).

## Carriera

### Dallas Cowboys
Tolbert al college giocò a football alla University of South Alabama. Fu scelto nel corso del terzo giro (88º assoluto) assoluto nel Draft NFL 2022 dai Dallas Cowboys. La prima ricezione da 4 yard la fece registrare nella vittoria del quarto turno contro i New York Giants. La sua stagione da rookie si chiuse con 2 ricezioni per 12 yard in 7 presenze, una delle quali come titolare.